# Sriramnagar
Sriramnagar é uma vila no distrito de Vizianagaram, no estado indiano de Andhra Pradesh.

## Demografia
Segundo o censo de 2001, Sriramnagar tinha uma população de 19 550 habitantes. Os indivíduos do sexo masculino constituem 50% da população e os do sexo feminino 50%. Sriramnagar tem uma taxa de literacia de 64%, superior à média nacional de 59,5%: a literacia no sexo masculino é de 73% e no sexo feminino é de 56%. Em Sriramnagar, 11% da população está abaixo dos 6 anos de idade.